# Satoru Močizuki
Satoru Močizuki (* 18. květen 1964) je bývalý japonský fotbalista.

## Klubová kariéra
Hrával za NKK, Urawa Reds, Kyoto Purple Sanga.

## Reprezentační kariéra
Satoru Močizuki odehrál za japonský národní tým v letech 1988–1989 celkem 7 reprezentačních utkání.

## Statistiky
| Japonsko | Japonsko | Japonsko |
| Roky     | Záp.     | Góly     |
| -------- | -------- | -------- |
| 1988     | 3        | 0        |
| 1989     | 4        | 0        |
| Celkem   | 7        | 0        |